# Skugga (roman)
Skugga är en roman från 2007 av Karin Alvtegen.

## Handling
Kristoffer en före detta hårt festande bartender som sadlat om till pjäsförfattare, får en dag ett samtal från en boutredare. Gerda Persson en avliden kvinna har tydligen skrivit ett brev adresserat till honom. Kristoffer har aldrig hört talas om kvinnan, men är ett av två namn som boutredaren kan koppla som anhörig. 